# Rouffiac (Tarn)
Rouffiac is een gemeente in het Franse departement Tarn (regio Occitanie) en telt 521 inwoners (1999). De plaats maakt deel uit van het arrondissement Albi.

## Geografie
De oppervlakte van Rouffiac bedraagt 11,1 km², de bevolkingsdichtheid is 46,9 inwoners per km².

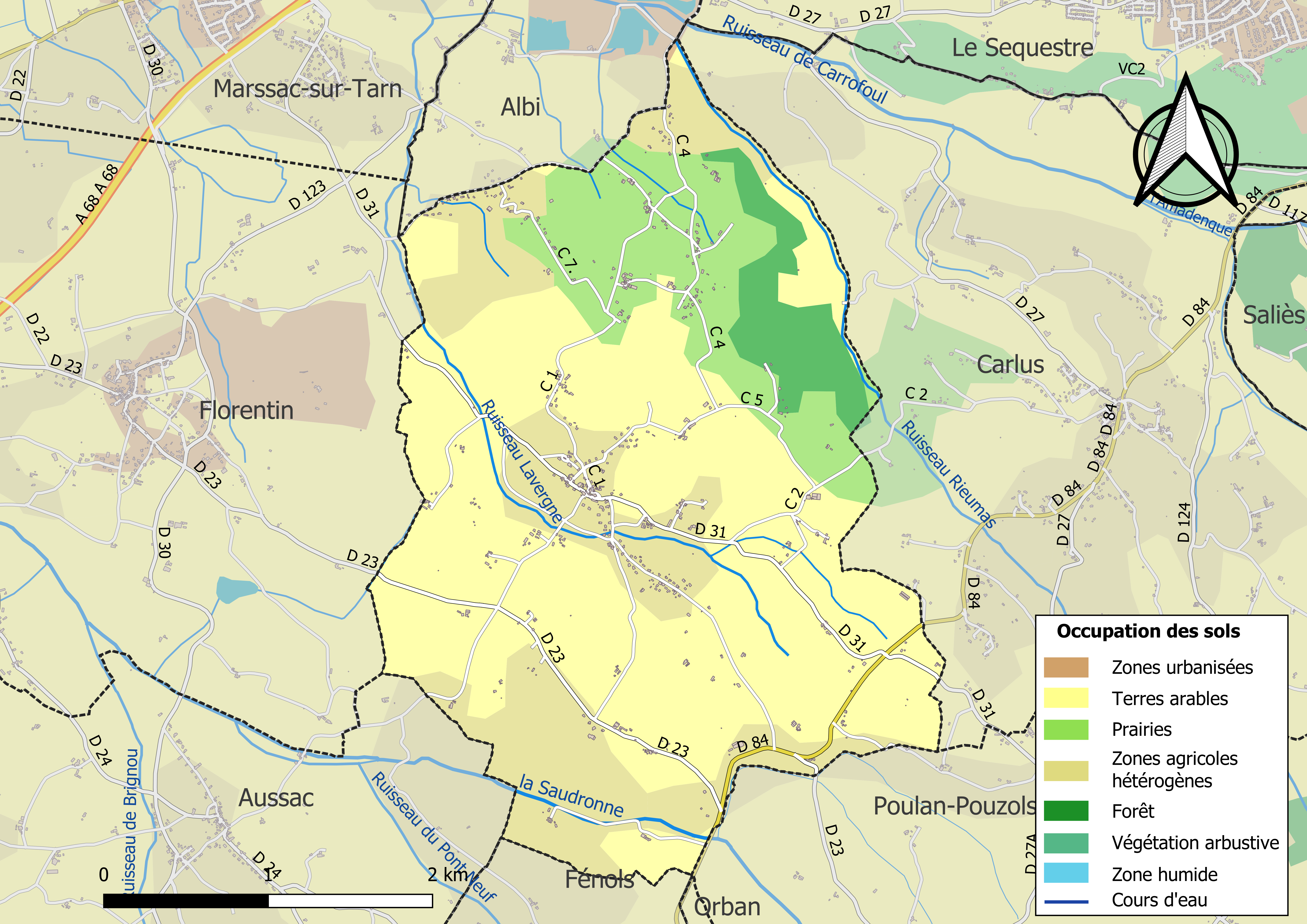
Kaart van de gemeente met de belangrijkste infrastructuur, bodemgebruik en omliggende gemeenten

## Demografie
Onderstaande figuur toont het verloop van het inwonertal (bron: INSEE-tellingen).